# Niccolò Francesco Maffei
Niccolò Francesco Maffei (Messina, 1607 – Messina, 1671) è stato un architetto italiano, esponente del tardo rinascimento - barocco in Sicilia.

## Biografia
Niccolò Francesco Maffei fu pittore, scultore, architetto, orafo. Figlio di Giovanni Maffei, quest'ultimo trasferitosi da Carrara a Messina per invito del Senato di Messina. 
Nella città peloritana il giovane Niccolò Francesco studia matematica, architettura, pittura. Frequenta come apprendista la bottega di Giovanni Simone Comandè. Rimane orfano, in quanto il padre è ucciso durante le verifiche di conformità dei lavori circa l'acquedotto cittadino, attività eseguite da Natale Masuccio. Tra il 1618 e il 1632 frequenta a Roma, a spese del Senato di Messina, la scuola di pittura di Giovanni Lanfranco e quella di matematica e d'architettura di Simone Gullì, che presto divenne non solo tutore morale, ma anche economico.
Padre di Antonio Maffei. Nel 1656, all'età di quarantanove anni in qualità di ingegnere del Senato, sulle orme paterne, l'artista è chiamato a redigere relazioni di collaudi di lavori o di stime su vertenze tra privati.
Tornato a Messina collabora con Andrea Calamech e Antonio Ferramolino per la costruzione dell'Ospedale Civico, Grande e Nuovo, sotto il titolo di «Santa Maria della Pietà».
Mèntore e futuro suocero del discepolo Giulio Avellino, morì a Messina nel 1671, e fu sepolto nella chiesa di San Francesco d'Assisi dell'Ordine dei frati minori.

## Opere
Opere documentate al netto delle recenti scoperte documentali e attribuzioni postume. La quasi totalità dei manufatti fu distrutta dai due catastrofici eventi sismici che hanno interessato la città di Messina e la relativa provincia.
- XVII secolo, Ospedale Civico, Grande e Nuovo, sotto il titolo di «Santa Maria della Pietà».[3]
- 1636 - 1641, Portale e tribuna, manufatti tardo cinquecenteschi realizzati in collaborazione col padre Giovanni Maffei (nel 1634 si smantellava la primitiva chiesa dell'Allegrezza o dell'Allegranza, sulle fondamenta della quale si sarebbe costruita la chiesa di Santa Maria di Monte Vergine), opere documentate nella chiesa di Montevergine.[5][6][7][3]
- XVII secolo, Pieve di San Leonardo, attività lavorativa documentata.[5][3]
- 1629, Chiesetta e oratorio di San Cristoforo, attività lavorativa documentata, edifici distrutti dal terremoto del 1908.[5][3]
- XVII secolo, Beato Enrico e San Domenico, statue marmoree, opere documentate nella chiesa di San Domenico.[5][3]
- XVII secolo, Miracolo del piede riattaccato e Miracolo della mula dell'eretico, controversa attribuzione, dipinti documentati nella Cappella di Sant'Antonio della chiesa di San Francesco d'Assisi.[5][3]
- XVII secolo, Madonna della Vittoria e Madonna della Concezione, opere documentate nella chiesa di Santa Maria della Concezione delle Vergini Riparate.[5][3]
- XVII secolo, Vergine e San Carlo, opera documentata nella chiesa di San Pietro dei Pisani dei Trinitari.[5][3]
- XVII secolo, San Tommaso e San Giacomo Minore, statue marmoree, opere documentate nell'Apostolato del basilica cattedrale metropolitana della Madonna della Lettera.[5][3]

Attività derivanti da sodalizio professionale, opere realizzate con la collaborazione di Andrea Suppa: 
- XVII secolo, Oratorio di San Francesco dei Mercanti, attività documentate.
- XVII secolo, Chiesa delle Anime del Purgatorio, prima opera realizzata insieme ad Andrea Suppa.
- XVII secolo, Chiesa di San Giovanni Battista di Larderia Superiore, attività di progettazione e costruzione della chiesa madre.
- 1650c., Duomo antico di San Sebastiano, attività di ristrutturazione in collaborazione con Andrea Suppa della chiesa madre di Barcellona Pozzo di Gotto.

Attribuzioni:
- XVII secolo, Parrocchiale di San Lorenzo.
- XVII secolo, Chiesa di Sant'Antonio di Padova prossima alla basilica di San Francesco d'Assisi all'Immacolata, attività documentate.
- 1657, Apparati effimeri, attività di progettazione e realizzazione dell'apparato decorativo per la processione della festa della Madonna della Lettera.
- 1666 - 1671, Monastero di San Placido nel Piano di Terranova dei religiosi della Congregazione cassinese, edificio abbattuto nel 1680 per far posto ad una parte della cittadella di Messina.
- XVII secolo, Martirio di San Romano, opera documentata nel chiostro dei padri carmelitani.
- 1671, Baldacchino o machina votiva, ultima attività, continuazione dei lavori paterni, poi continuati dal figlio Antonio, al grande baldacchino ideato e progettato da Simone Gullì nella basilica cattedrale metropolitana della Madonna della Lettera.

## Galleria d'immagini

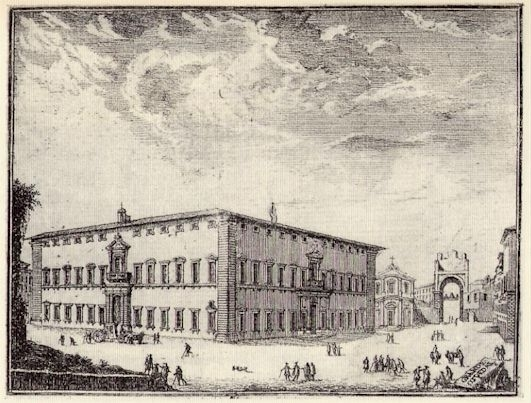
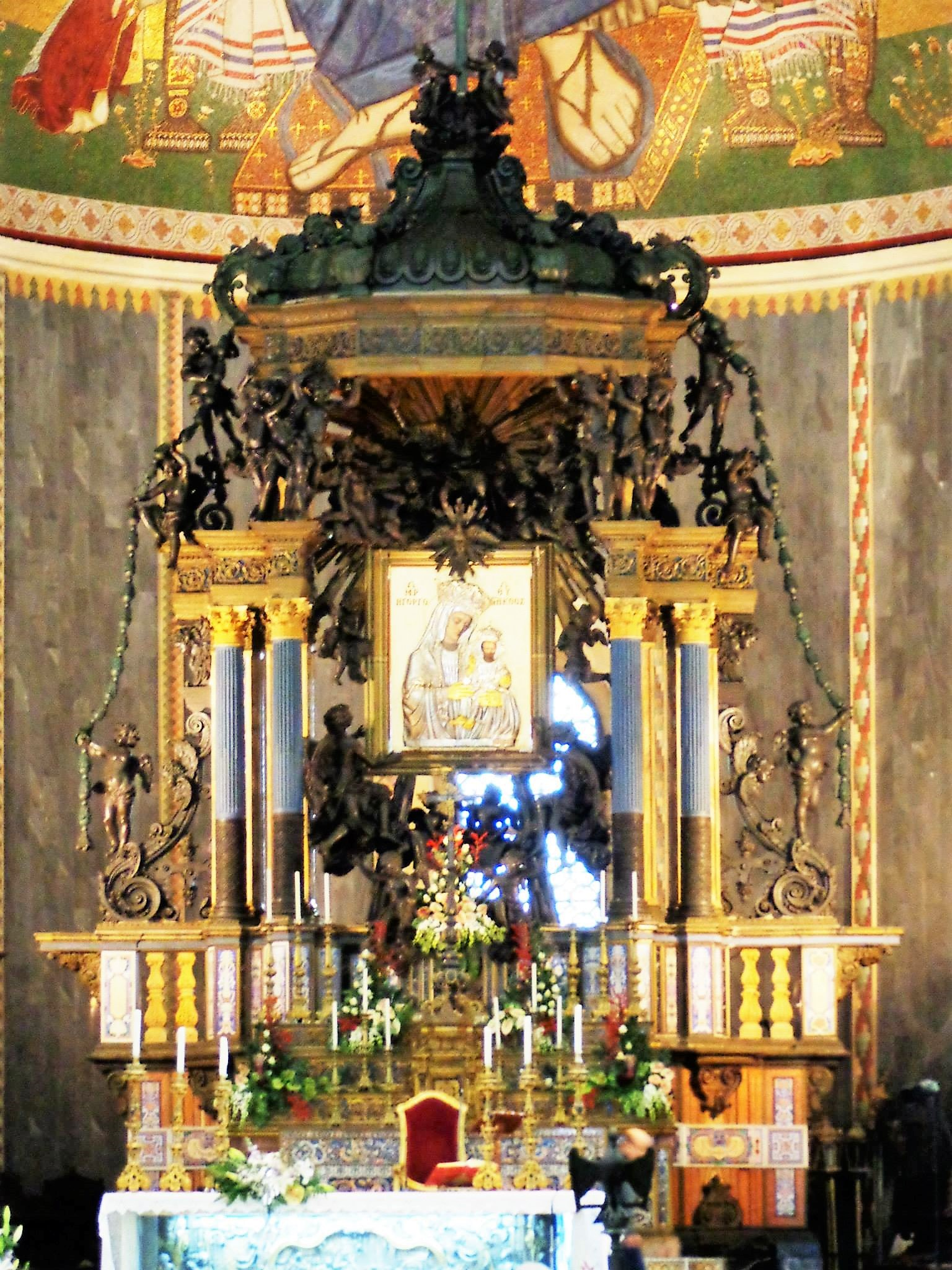